# Tarenna mollissima
Tarenna mollissima là một loài thực vật có hoa trong họ Thiến thảo. Loài này được (Walp.) Rob. miêu tả khoa học đầu tiên năm 1910.